# Svend Johansen (skuespiller)
 Der er flere personer med dette navn, se Svend Johansen.
Svend Johansen (født 17. maj 1930 på Frederiksberg, død 2. marts 2021) var en dansk skuespiller.
Bedst kendt som Viggo Clausen, 'menig 611' i Soldaterkammerater-filmene. En fornuftig vestsjællænder der drømmer om en karriere inden for militær.
Johansen blev uddannet på Skuespillerskolen ved Odense Teater i 1955 og var tilknyttet teatret 1954–1956 og 1962–1963. Senere Boldhus Teatret, Falkoner Teatret og Det ny Scala. Sideløbene medvirkede han i flere spillefilm.
Desuden havde han medvirket i tyske og amerikanske film i mindre roller.

## Filmografi
- Mariannes bryllup (1958)
- Det lille hotel (1958)
- Soldaterkammerater (1958)
- De sjove år (1959)
- Soldaterkammerater rykker ud (1959)
- Frihedens pris (1960)
- Skibet er ladet med (1960)
- Soldaterkammerater på vagt (1960)
- Reptilicus (1961)
- To skøre hoveder (1961)
- Soldaterkammerater på efterårsmanøvre (1961)
- Soldaterkammerater på sjov (1962)
- Dronningens vagtmester (1963)
- Paradis retur (1964)
- Tine (1964)
- Nu stiger den (1966)
- Elsk din næste (1967)
- Amour (1970)
- Per (1975)
- Ta' det som en mand, frue (1975)
- Den korte sommer (1976)
- Firmaskovturen (1978)
- Balladen om Holger Danske (1996)
- Nattens engel (1998)
- Fluerne på væggen (2005)

### Tv-serier
- Livsens Ondskab (1972)
- En by i provinsen (1977) Episode: 4:17
- Bryggeren (1996-1997) afsnit 6
- Ved Stillebækken (1999-1999) afsnit 2 og 6
- Hotellet (2000-2002) afsnit 26

Udenlandske film
- Das haut einen Seemann doch nicht um (1958)
- Dagmars heta trosor (1971)